# Militärflugplatz Cervia

i7
i11
i13
Der Militärflugplatz Cervia (ICAO-Code: LIPC) liegt in der norditalienischen Region Emilia-Romagna, wenige Kilometer westlich der Adria-Urlaubsorte Cervia und Cesenatico, bei der Ortschaft Pisignano.

## Infrastruktur und Nutzung
Das relativ schmale Flugplatzgelände mit seiner rund 3000 Meter langen Start- und Landebahn erstreckt sich entlang der Provinzstraße SP 32 in nordwestlicher Richtung. Im südwestlichen Bereich des Geländes verläuft parallel zur Piste eine Rollbahn, an der sich bei den beiden Landeschwellen zwei kleine Vorfelder und einige Hardened Aircraft Shelters befinden.
Der Flugplatz ist Standort des 15º Stormo, eines Hubschraubergeschwaders, dessen Hauptauftrag (Combat) Search and Rescue ist. Daneben fliegt es im Rahmen der Luftrettung in Italien auch im Auftrag ziviler Stellen Rettungseinsätze. Zu diesen Zwecken unterhält das Geschwader fliegende Einheiten auf Stützpunkten in anderen Regionen Italiens, weswegen in Cervia nur ein Teil des Verbandes stationiert ist.

## Geschichte
In seiner heutigen Form entstand der Militärflugplatz Cervia in den 1950er Jahren. Er wurde an das Northern Italy Pipeline System angeschlossen. Cervia diente zunächst nur als vorgeschobener Stützpunkt, bis die italienische Luftwaffe im Jahr 1967 hier ein Jagdbombergeschwader (8º Stormo) stationierte. Das Geschwader verfügte über nur eine fliegende Staffel (101º Gruppo) auf F-84F Thunderstreak. 1971 erfolgte die Umrüstung auf die zweistrahlige Fiat G.91Y, die man in Cervia bis 1994 nutzte. Mit der Außerdienststellung dieser Flugzeuge wurde das 8. Geschwader aufgelöst und die 101. Staffel nach Foggia-Amendola in Süditalien verlegt, wo sie leichte Jagdbomber vom Typ AMX erhielt.
Im März 1995 verlegte das 5. Geschwader (5º Stormo) vom nahen Rimini-Miramare nach Cervia. Die beiden Staffeln dieses Geschwaders hatten in Rimini lange Zeit die F-104 Starfighter geflogen, als Abfangjäger bei der 23º Gruppo und als Jagdbomber bei der 102º Gruppo. Letztere konnte im Rahmen der nuklearen Teilhabe auch US-amerikanische Atombomben einsetzen, welche bei Rimini gelagert wurden. Im Zuge der Verlegung des Geschwaders kam die 102º Gruppo nach Ghedi, wo sie auf den Tornado umgerüstet wurde, während die 23º Gruppo mit dem Rest des Geschwaders nach Cervia kam. Hier flog man die mehrfach kampfwertgesteigerte Starfighter noch bis 2003. Dann wurde der Militärflugplatz umfassenden Modernisierungsarbeiten unterzogen, um die als Zwischenlösung bis zur Einführung des Eurofighter Typhoon geleaste F-16ADF aufnehmen zu können. Mit diesen Maschinen flog man bis zur Auflösung der 23. Jagdstaffel und des 5. Geschwaders am 5. Oktober 2010. Im Zug der Einführung des Eurofighters beschloss die italienische Luftwaffe, diese neuen Jagdflugzeuge zunächst auf nur zwei Militärflugplätzen zu konzentrieren, in Gioia del Colle in Süditalien und in Grosseto in der Toskana, später dann auch in Trapani auf Sizilien und im norditalienischen Istrana.
Im Oktober 2010 verlegte der Stab des 15º Stormo mit der 81. Ausbildungs- und der 615. Verbindungseinheit vom Militärflugplatz Pratica di Mare bei Rom nach Cervia; die (abgesetzte) 83. SAR-Einheit des Geschwaders verlegte gleichzeitig von Rimini ebenfalls nach Cervia. Auch aus historischen Gründen führte das Geschwader von 2018 bis 2023 die 23. Staffel als Hubschrauber-Einheit. Darüber hinaus befand sich von September 2014 bis Januar 2021 der Stab der 1ª Brigata Aerea in Cervia, dem das 15. Geschwader etliche Jahre unterstand.

## Bilder

Wappen 15. Geschwader (derzeit in Cervia)
Wappen 5. Geschwader (1995–2010 in Cervia)
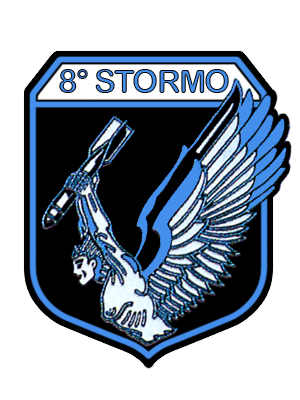
Wappen 8. Geschwader (1967–1994 in Cervia)
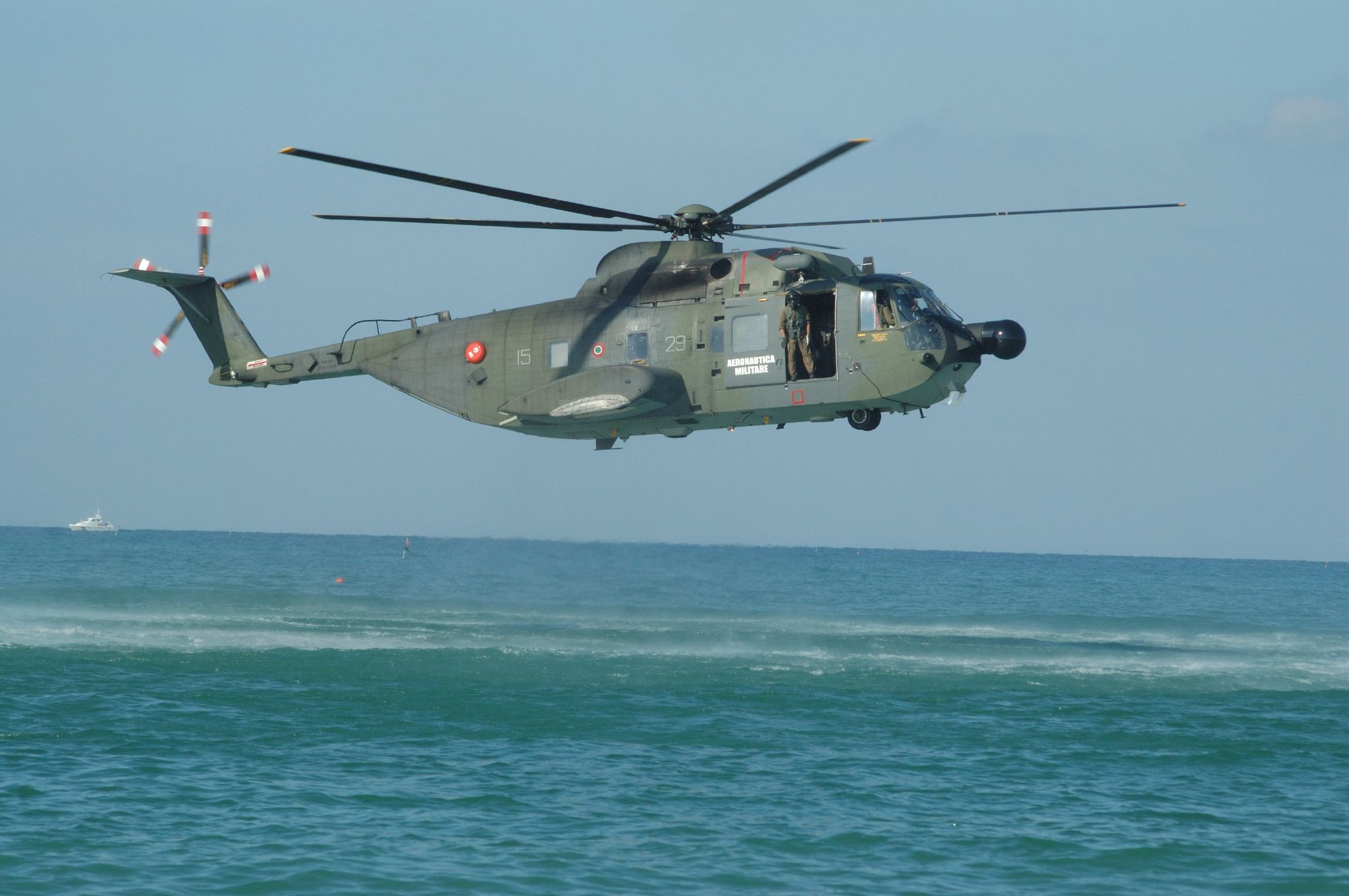
HH-3F des 15. Stormo